# Lichtenfels (Bajorország)
Lichtenfels település Németországban, azon belül Bajorországban. Lakosainak száma 20 403 fő (2023. december 31.). Lichtenfels Bad Staffelstein és Altenkunstadt községekkel határos.

## Fekvése
Bambergtől északkeletre fekvő település.

### Városrészek
A 28 városrész:
| Stadtteil               | Népesség          |                      | csatolás         |
| ----------------------- | ----------------- | -------------------- | ---------------- |
| Lichtenfels – Kernstadt | 10961             | 2014. szeptember 30. |                  |
| Oberwallenstadt         | A Kernstadt része | 2014. szeptember 30. | 1959. április 1. |
| Unterwallenstadt        | A Kernstadt része | 2014. szeptember 30. | 1959. április 1. |
| Seubelsdorf             | 1151              | 2014. szeptember 30. | 1978. május 1.   |
| Schney                  | 2349              | 2014. szeptember 30. | 1978. május 1.   |
| Mistelfeld              | 906               | 2014. szeptember 30. | 1974. január 1.  |
| Trieb                   | 586               | 2014. szeptember 30. | 1978. január 1.  |
| Reundorf                | 569               | 2014. szeptember 30. | 1978. május 1.   |
| Buch am Forst           | 555               | 2014. szeptember 30. | 1978. január 1.  |
| Kösten                  | 521               | 2014. szeptember 30. | 1975. január 1.  |
| Roth                    | 487               | 2014. szeptember 30. | 1978. január 1.  |
| Isling                  | 389               | 2014. szeptember 30. | 1978. január 1.  |
| Klosterlangheim         | 373               | 2014. szeptember 30. | 1974. július. 1. |
| Oberlangheim            | 247               | 2014. szeptember 30. | 1978. január 1.  |
| Stetten                 | 178               | 2014. szeptember 30. | 1975. január 1.  |
| Schönsreuth             | 166               | 2014. szeptember 30. | 1975. január 1.  |
| Rothmannsthal           | 155               | 2014. szeptember 30. | 1978. január 1.  |
| Mönchkröttendorf        | 136               | 2014. szeptember 30. | 1975. január 1.  |
| Lahm                    | 107               | 2014. szeptember 30. | 1978. január 1.  |
| Weingarten              | 95                | 2014. szeptember 30. | 1972. július. 1. |
| Köttel                  | 93                | 2014. szeptember 30. | 1978. január 1.  |
| Tiefenroth              | 87                | 2014. szeptember 30. | 1975. január 1.  |
| Eichig                  | 73                | 2014. szeptember 30. | 1978. január 1.  |
| Krappenroth             | 58                | 2014. szeptember 30. | 1959. április 1. |
| Degendorf               | 34                | 2014. szeptember 30. | 1978. január 1.  |
| Seehof                  | 23                | 2009. február 20.    | 1978. május 1.   |
| Gnellenroth             | 20                | 2009. február 20.    | 1975. január 1.  |
| Hammer                  | 8                 | 2009. február 20.    | 1978. január 1.  |

## Története

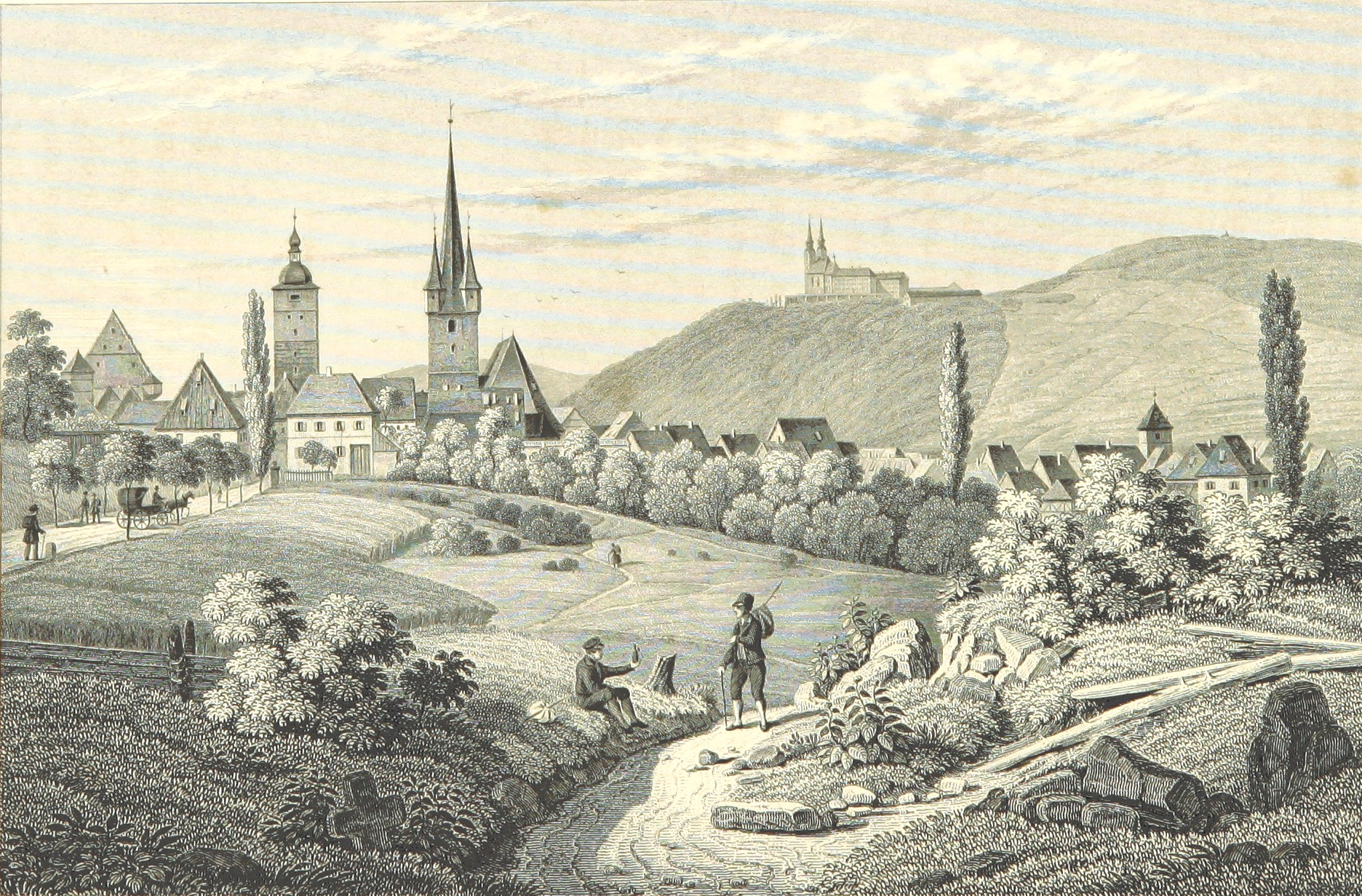

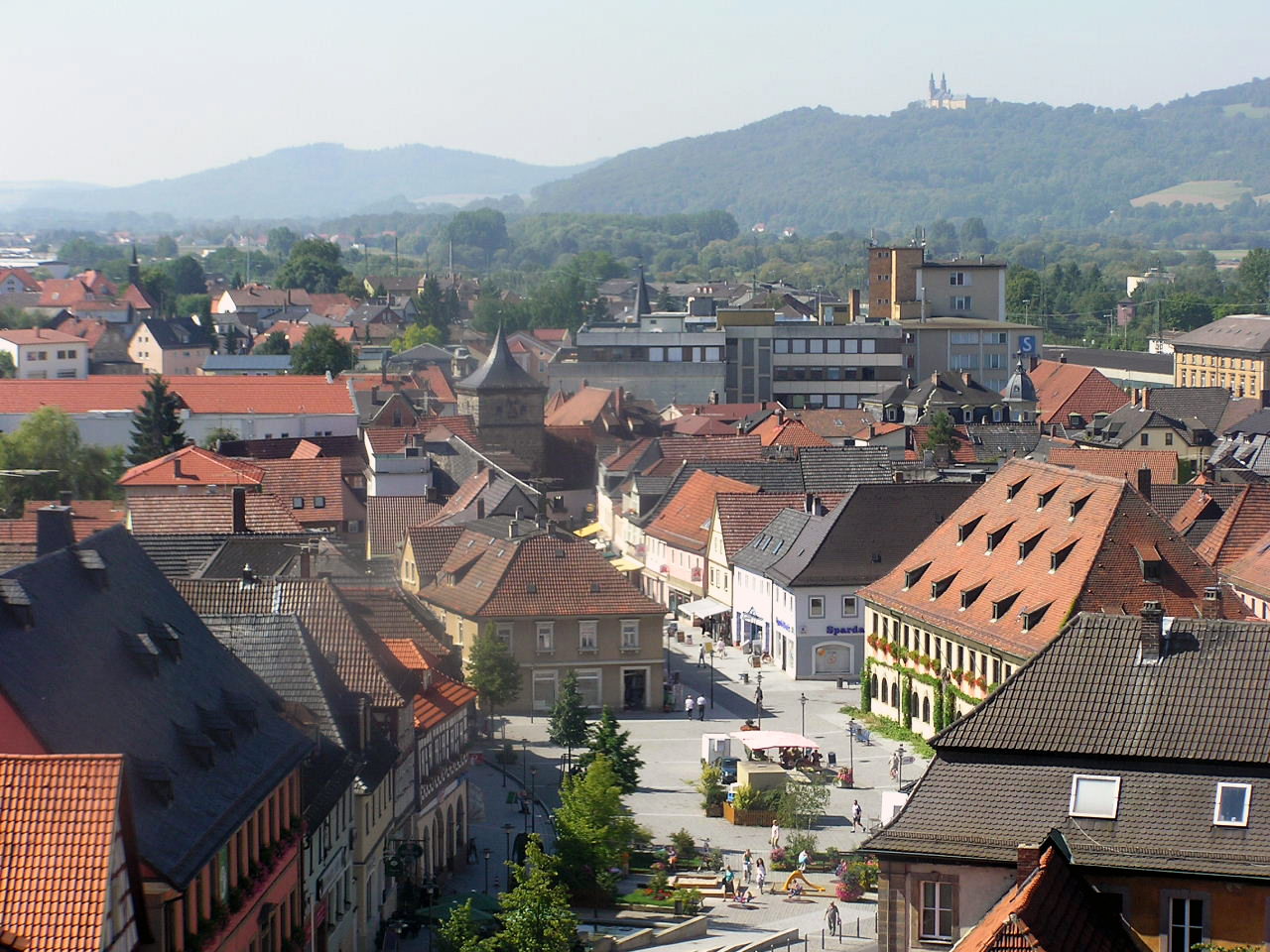

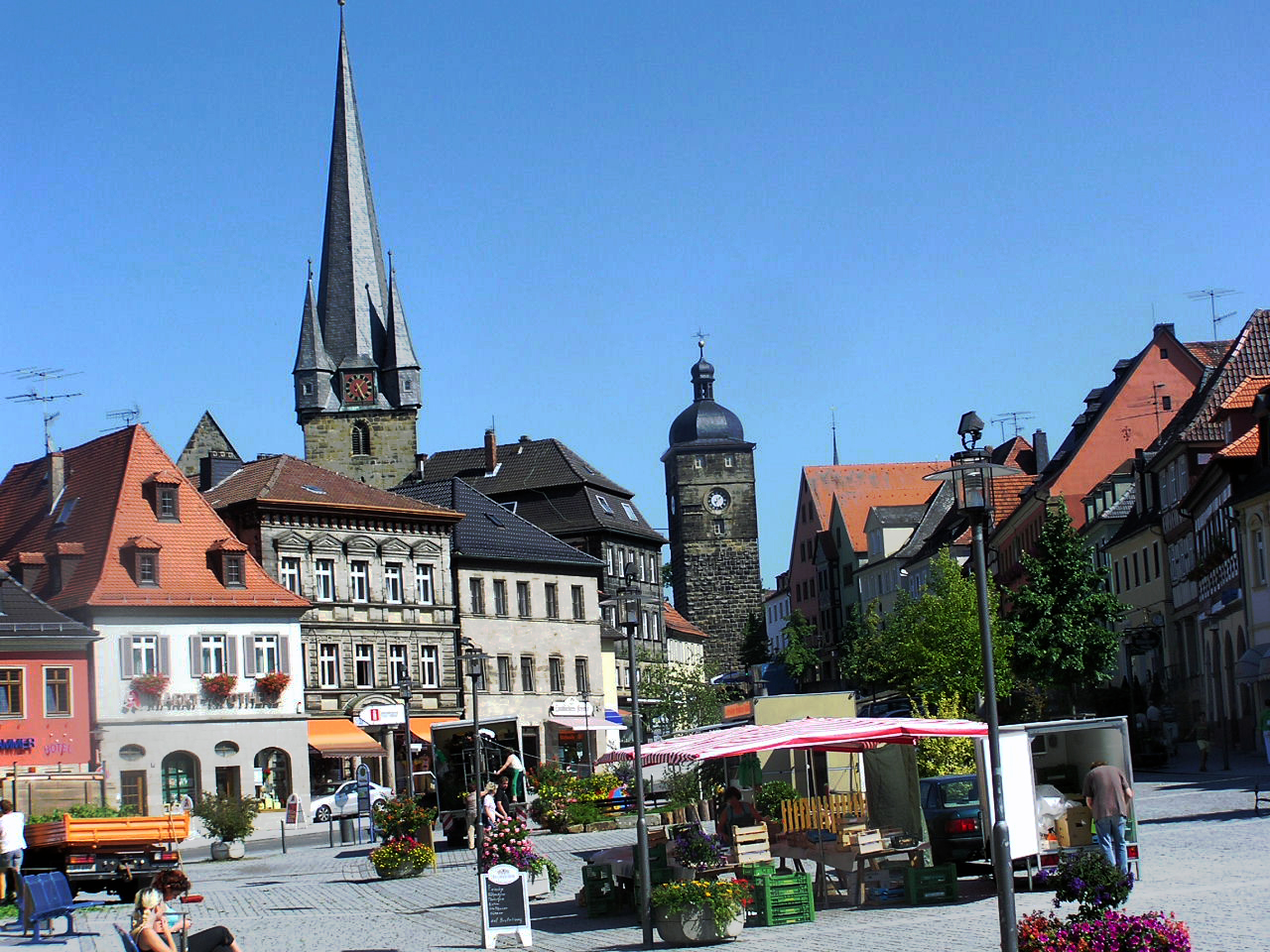

A település mintegy ezeréves múltra tekint vissza. Lichtenfelset az Andechs ("Merániai") hercegi család alapította.
1248 és 1802 között a Bambergi Hercegpüspökséghez (Hochstift Bamberg) tartozott.

## Nevezetességek
A városnak fennmaradt két városkapuja és középkorias városképe is.
A barokk stílusban épült Városháza (Rathaus) közelében található a legnevezetesebb műemléke az 1483 és 1530 között épült késő gótikus stílusú plébániatemploma (Stadtpfarrkirche) is. Legrégibb része 4 kis őrtornyos erőteljes tornya.
A várhegy északi oldalán áll az 1555-ből származó Kastenboden kastély.

## Galéria

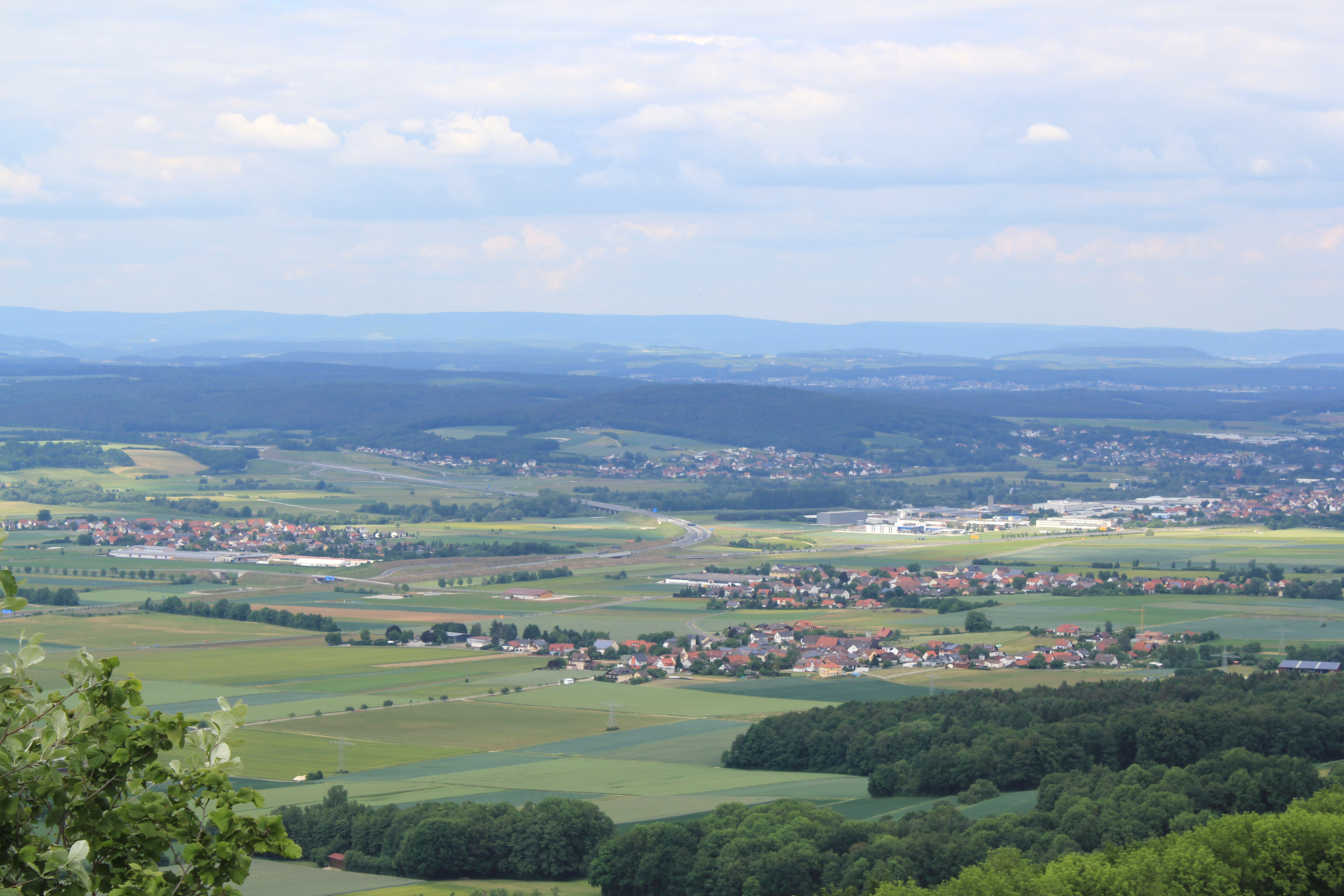
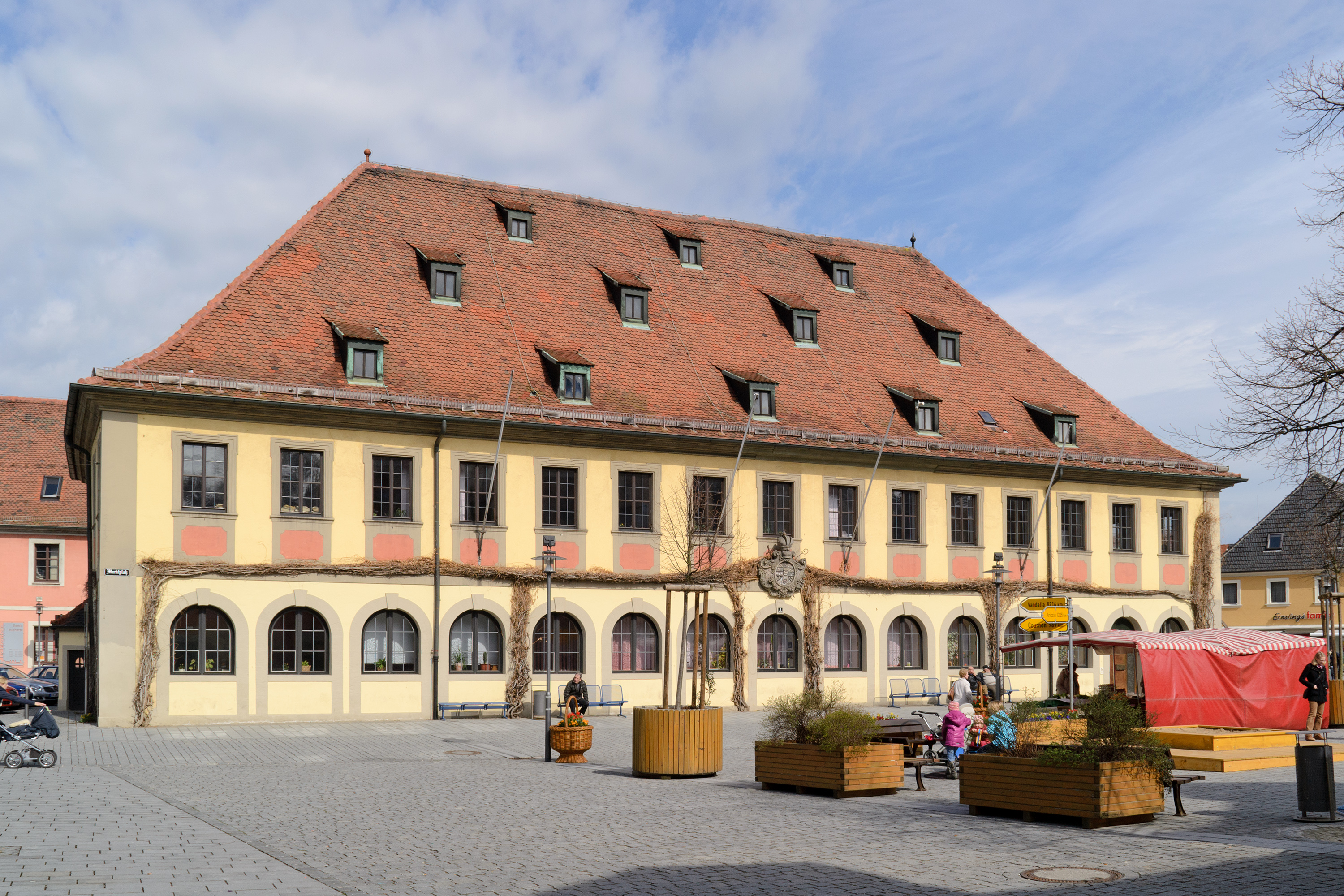
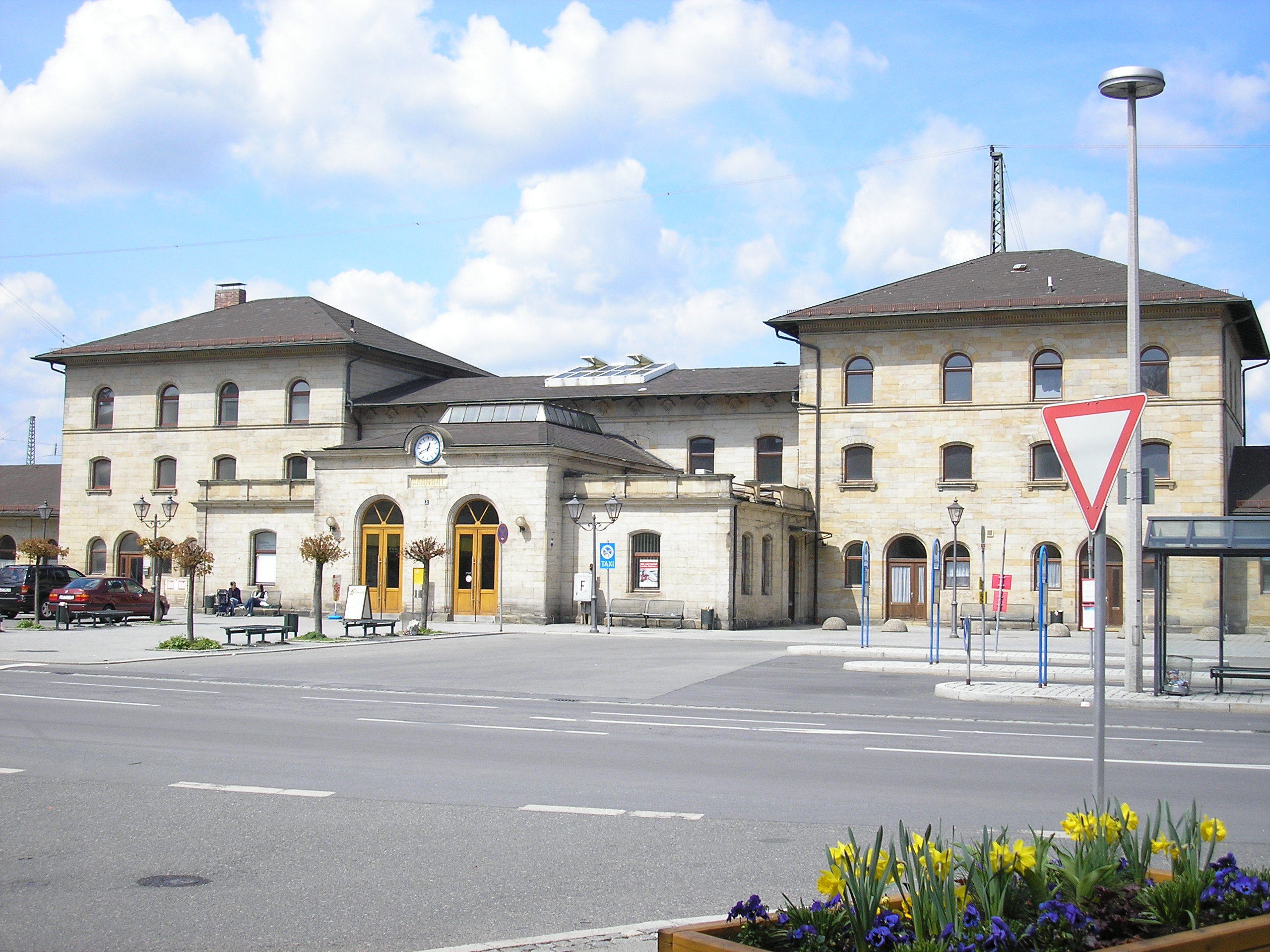
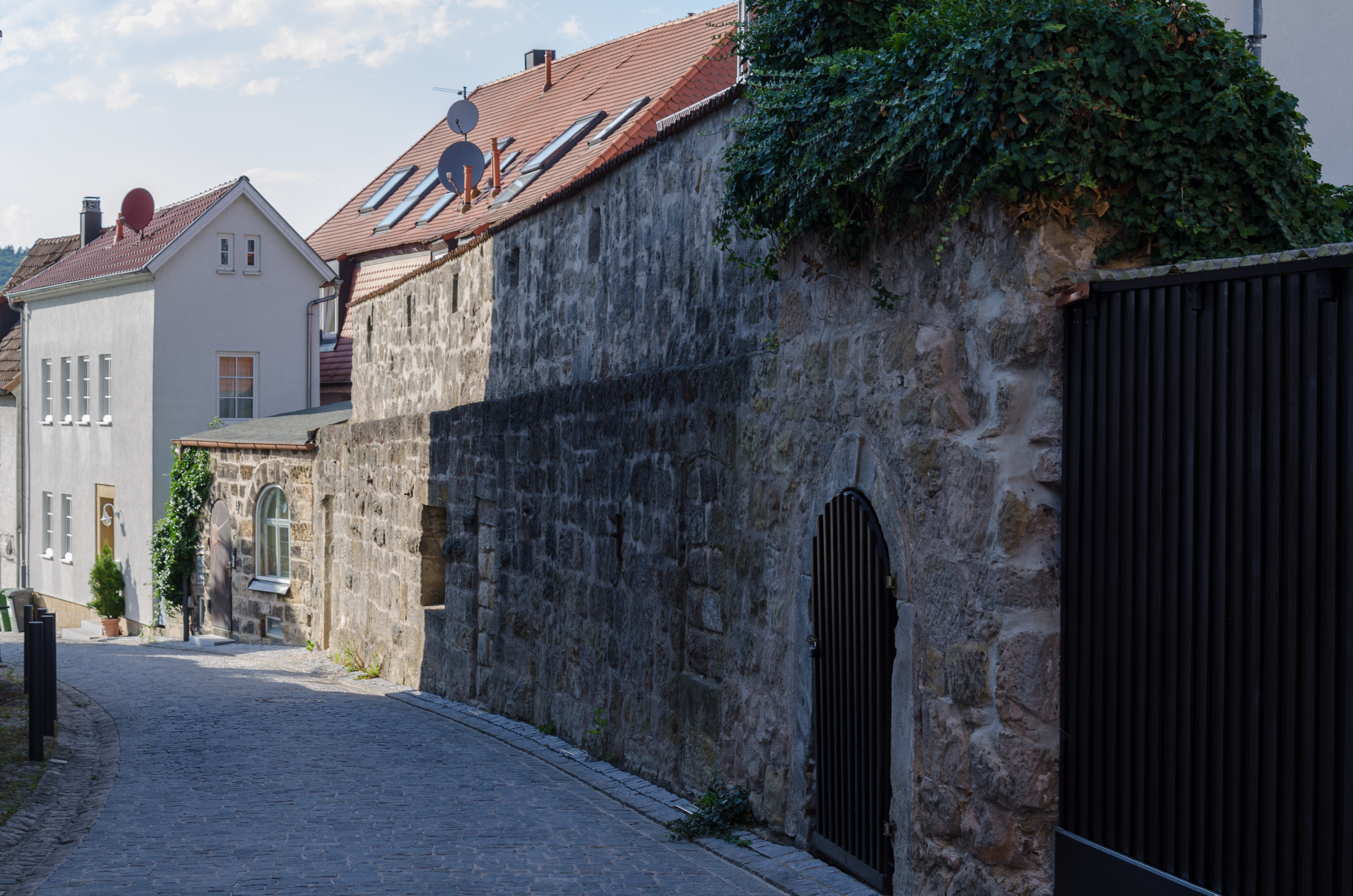
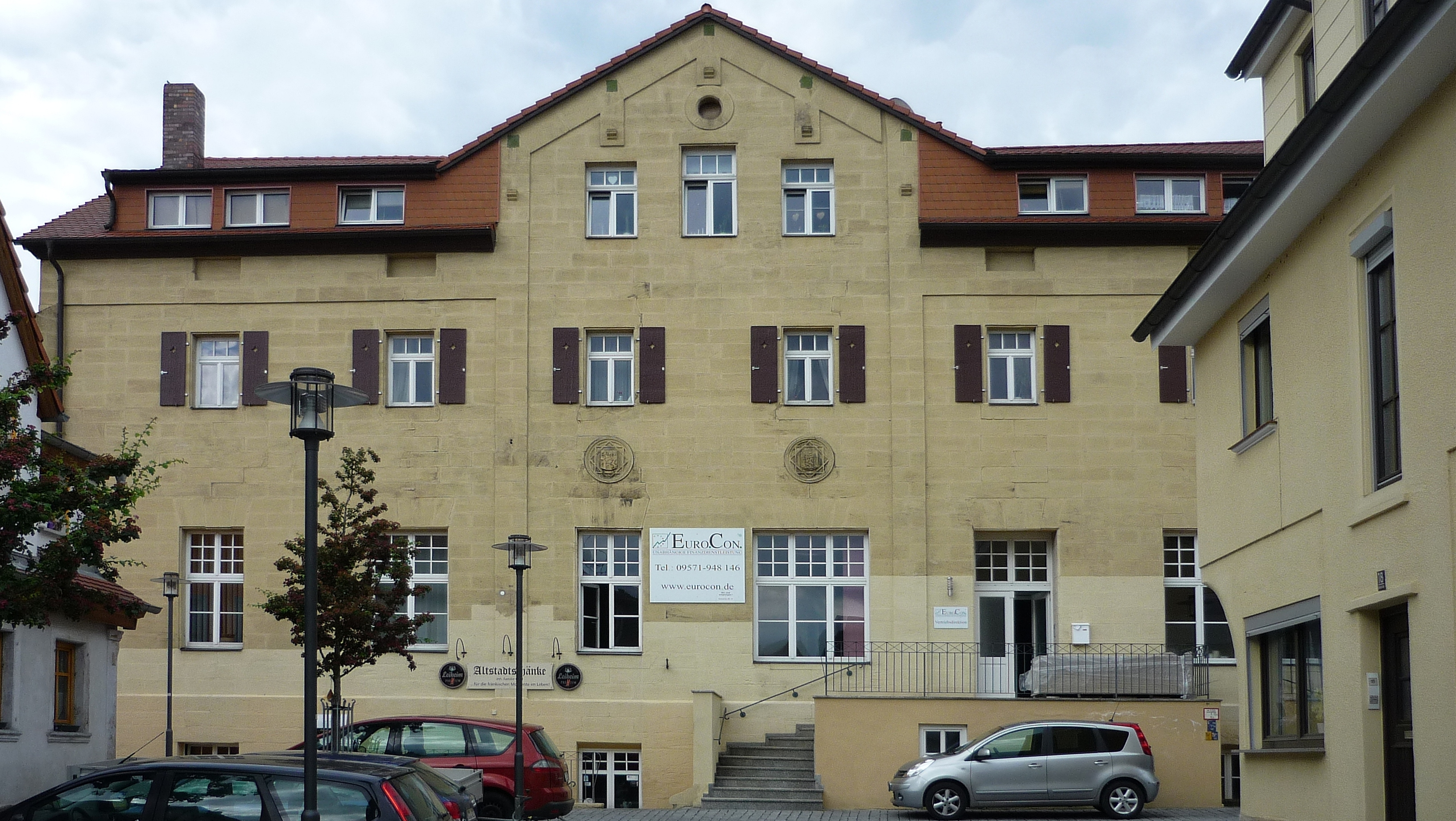
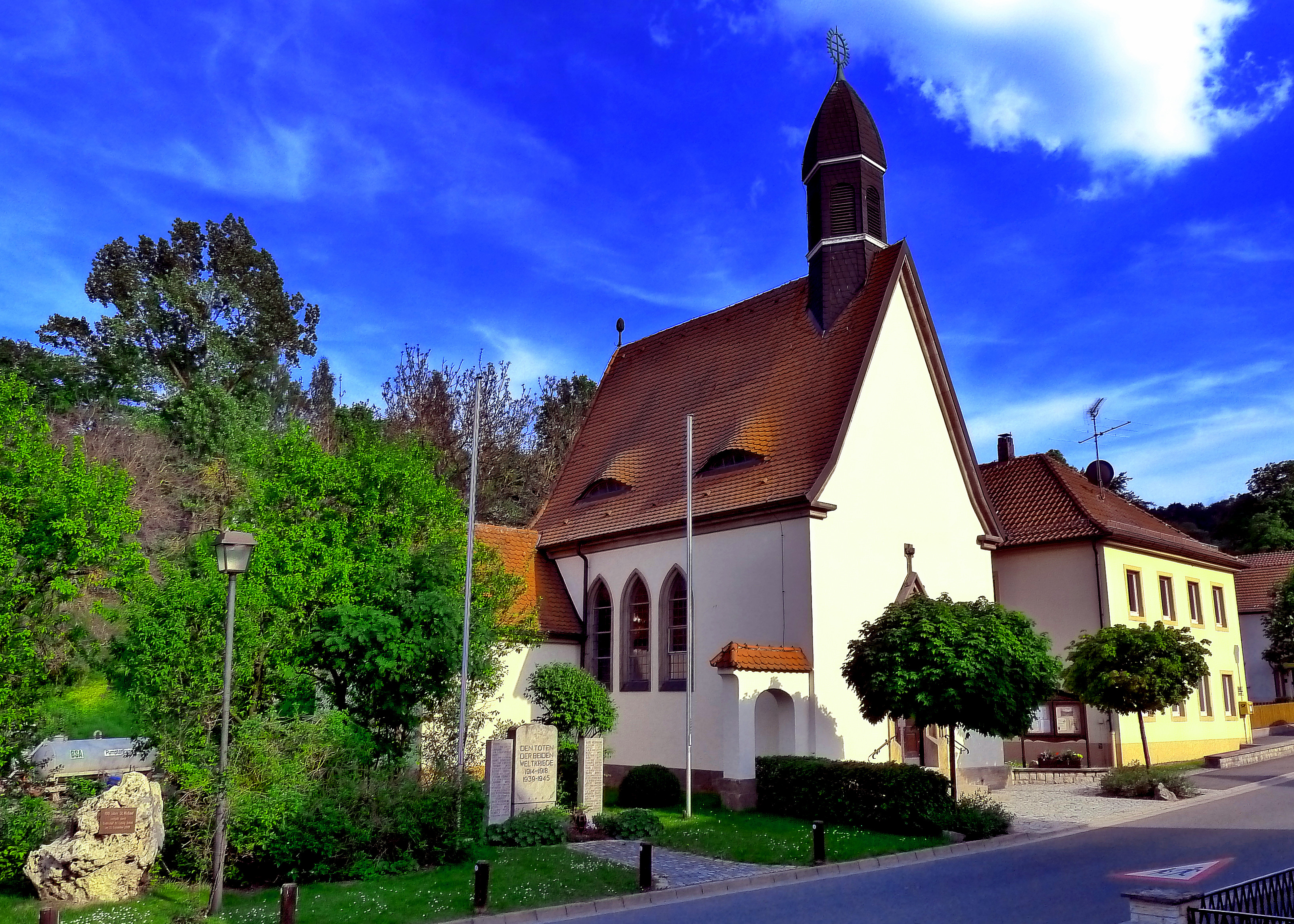

## Közlekedés

### Közúti közlekedés
A várost érinti az A73-as autópálya.

## Népesség
A település népessége az elmúlt években az alábbi módon változott:
| Lakosok száma | 2309 | 10 558 | 13 719 | 20 248 | 20 080 | 20 099 | 20 064 | 20 158 | 20 071 | 20 403 |
|               | 1875 | 1950   | 1975   | 1987   | 2012   | 2014   | 2016   | 2017   | 2021   | 2023   |